# 第11軍 (日本軍)
第11軍（だいじゅういちぐん）は、日中戦争勃発後の昭和13年（1938年）7月4日に編成された大日本帝国陸軍の軍、華中方面を作戦地域とし終戦時は全県に在った。

## 沿革
昭和13年（1938年）7月4日大陸命弟133号により戦闘序列下令、中支那派遣軍に編入され武漢作戦に投入された。その後、昭和14年（1939年）9月24日には中支那派遣軍は廃止、新設された支那派遣軍戦闘序列に編入、華中方面に展開し、昭和15年（1940年）には漢水作戦、昭和16年（1941年）には錦江作戦・江北作戦、昭和18年（1943年）には江北殲滅作戦・江南殲滅作戦・常徳殲滅作戦など、この方面で行われたさまざまな作戦を担当した。 
昭和19年（1944年）5月27日に大陸打通作戦後段の湘桂作戦が始まり、9月には新設の第6方面軍戦闘序列に編入、11月10日に桂林・柳州を占領した。さらに、第3師団と第13師団は貴州省に進出し、一時重慶をうかがう構えをみせた。12月10日には第37師団が綏禄にて、仏印方面から北上してきた第21師団の一宮支隊と連絡し大陸打通を達成した。
作戦終了後は司令部を柳州に置き駐屯していたが、昭和20年（1945年）4月1日に連合国軍が沖縄に上陸、このため隷下の第3師団、第13師団と第34師団は、4月18日に支那派遣軍直轄師団となり南京方面に集結することになった。第13師団しんがりの歩兵第65連隊は6月13日宜山から撤退し、18日から28日まで柳州の北西約25kmの柳城を警備、第11軍司令部はその間の6月19日に湖南省方面に向けて撤退を開始、全県で終戦を迎えた。

## 軍概要

### 歴代司令官
- 岡村寧次中将　陸士16期：1938年（昭和13年）6月23日～1940年（昭和15年）3月9日
- 園部和一郎中将　陸士16期：1940年（昭和15年）3月9日～1941年（昭和16年）4月10日
- 阿南惟幾中将　陸士18期：1941年（昭和16年）4月10日～1942年（昭和17年）7月1日
- 塚田攻中将　陸士19期：1942年（昭和17年）7月1日～1942年（昭和17年）12月22日
- 横山勇中将　陸士21期：1942年（昭和17年）12月22日～1944年（昭和19年）11月22日
- 上月良夫中将　陸士21期：1944年（昭和19年）11月22日～1945年（昭和20年）4月7日
- 笠原幸雄中将　陸士22期：1945年（昭和20年）4月7日～ 終戦

### 歴代参謀長
- 吉本貞一少将　陸士20期：1938年（昭和13年）6月20日～1939年（昭和14年）1月31日
- 沼田多稼蔵少将　陸士24期：1939年（昭和14年）1月31日～1939年（昭和14年）8月1日
- 青木重誠少将　陸士25期：1939年（昭和14年）8月1日～1941年（昭和16年）3月1日
- 木下勇少将　陸士26期：1941年（昭和16年）3月1日～1942年（昭和17年）12月1日
- 小薗江邦雄少将　陸士27期：1942年（昭和17年）12月1日～1944年（昭和19年）2月7日
- 中山貞武少将　陸士29期：1944年（昭和19年）2月7日～1945年（昭和20年）4月23日
- 福富伴蔵少将　陸士32期：1945年（昭和20年）4月23日～ 終戦

### 最終司令部構成
- 司令官：笠原幸雄中将
- 参謀長：福富伴蔵少将
- 高級参謀：田中義男中佐
- 高級副官：愛甲哲中佐
- 兵器部長：蚊野豊次大佐
- 経理部長：野崎幹一主計大佐
- 軍医部長：三輪不二雄軍医少将
- 獣医部長：日根野三郎獣医少佐
- 法務部長：増田徳一法務少佐

## 所属部隊
| 創設時 - 第6師団：稲葉四郎中将 - 第9師団：吉住良輔中将 - 第27師団：本間雅晴中将 - 第101師団：伊東政喜中将 - 第106師団：松浦淳六郎中将 - 第17師団歩兵旅団：鈴木春松少将 - 野戦重砲兵第5旅団 | 昭和14年末 - 第3師団：山脇正隆中将 - 第6師団：町尻量基中将 - 第13師団：田中静壱中将 - 第33師団：甘粕重太郎中将 - 第34師団：関亀治中将 - 第39師団：村上啓作中将 - 第40師団：天谷直次郎中将 - 独立混成第14旅団：藤堂高英少将 | 太平洋戦争開戦当時 - 第3師団：高橋多賀二中将 - 第6師団：神田正種中将 - 第13師団：内山英太郎中将 - 第34師団：大賀茂中将 - 第39師団：澄田𧶛四郎中将 - 第40師団：青木成一中将 - 独立混成第14旅団：吉川喜芳少将 - 独立混成第18旅団： |

### 終戦時
| - 第58師団：川俣雄人中将 - 独立混成第22旅団：米山米鹿少将 - 独立混成第88旅団：皆藤喜代志少将 | 砲兵部隊 - 独立山砲兵第2連隊：盛野二郎中佐 - 独立山砲兵第52大隊：樋笠角二少佐 - 迫撃第1大隊：磯田英次大尉 - 迫撃第4大隊：今中平八少佐 - 戦車第1師団防空隊：船曳義男大佐 | 工兵部隊 - 独立工兵第41連隊：大多和光少佐 - 独立工兵第61大隊：橋本次三少佐 通信部隊 - 電信第13連隊：斎藤勇大佐 - 第11軍通信隊 |

| 兵站部隊 - 第71兵站地区隊：尾越卓郎中佐 - 第81兵站地区隊 - 第1野戦輸送司令部：栗岩尚治少将 - 自動車第32連隊：大野熊太郎中佐 - 自動車第33連隊：荒井末蔵大佐 - 自動車第34連隊：会田栄次郎大佐 - 自動車第35連隊：藤崎誠大佐 - 独立自動車第49大隊：勢旗民之助少佐 - 独立自動車第83大隊：小田寿一少佐 - 独立輜重兵第4連隊：生田目富雄少佐 - 独立輜重兵第54大隊：吉田辰雄大尉 - 独立輜重兵第75大隊 | 兵站病院 - 第87兵站病院：鈴木敏夫軍医中佐 - 第140兵站病院：山下茂雄軍医中佐 - 第181兵站病院：魚住清軍医少佐 - 第182兵站病院 - 第183兵站病院 | その他兵站部隊 - 第54野戦道路隊 - 第5患者輸送隊 - 第21野戦防疫給水部：奥貫弥之助軍医中佐 - 第11軍補給廠 - 第11軍病馬廠：瀧沢正一郎獣医中佐 - 第11軍野戦兵器廠：大越幸一大佐 - 第11軍野戦自動車廠：袖山悦雄大佐 - 第11軍野戦貨物廠：円井真市主計大佐 |